# 石黒浄覚
石黒 浄覚（いしぐろ じょうかく、生没年不詳）とは、13世紀初頭に越中国石黒荘石黒下郷を支配した武士。「左衛門入道」の号を持つ。
承久の乱で院方についたと『吾妻鏡』に記される「石黒三郎」と同一人物であると推定され、石黒家の惣領であったが承久の乱の敗戦で地位を失ったものとみられる。「浄覚」は法名で、承久の乱での敗戦後に出家して名のったものと推測されている。

## 概要

### 承久の乱
平安時代後期、小矢部川上流地方 (旧福光町一帯)に石黒荘が成立し、石黒武士団がこの地を拠点とした。『関東下知状』などにより石黒荘は石黒上郷・中郷・下郷・山田郷・弘瀬郷・太美郷・院林郷・直海郷・大光寺郷・吉江郷の10郷より成り立っていたことが知られるが､石黒左衛門入道浄覚はこの内石黒下郷を支配する家系であり、なおかつ石黒家全体の惣領であったとみられる。
源平合戦期、北陸諸国はまず木曽義仲の支配下に入ったが､義仲の没落により源頼朝の派遣した北陸道勧農使比企朝宗の支配下に入った。以後、越中は二代将軍源頼家の外戚で鎌倉幕府の有力御家人である比企一族の傘下に入り、石黒左衛門も比企統治下で地頭になったと推測される。ところが、比企一族は1203年に北条氏一派によって滅ぼされ(比企の乱)、北陸諸国の権益は母方が比企氏である北条朝時(名越朝時)が継承したものの、敗者の側に立った石黒一族は北条氏主導の鎌倉幕府に不満を抱いていた。
そこで、1221年(承久3年)に承久の乱が勃発すると石黒左衛門は院方につき、鎌倉幕府の北条義時が派遣した北条朝時率いる北陸方面軍と戦った。『吾妻鏡』承久3年6月8日条は北陸方面軍の戦闘について下記のように記す。
この「般若野の戦い」で加賀国の林次郎とともに院方について敗れ、北条朝時に降った「石黒三郎｣こそ石黒左衛門入道浄覚に相当するとみられる。また、「宮崎文書本石黒系図」によると石黒左衛門入道浄覚の息子石黒左衛門三郎俊綱は「親に先立って死んだ(先親父死去)」と記されるが、恐らく承久の乱で戦死したのではないかと推測される。
ただし、『吾妻鏡』の伝える「般若野の戦い」は『承久記』など他の史料に記載がなく、実態については不明な点が多い。逆に、『承久記』は倶利伽羅峠の戦いと同様に砺波山で戦闘が繰り広げられたとするが、久保尚文は「孤立していた石黒方に、『平家物語』同様の砺波山合戦を再現する力はなかったと思える」として否定的である。一方、朽木家文書には射水郡の情勢として「承久の乱時、地頭名主はおおよそ北条朝時に帰服し、おのおの所領を寄付して代官職に充てられることを望んだ(承久兵乱之時、地頭・名主大略帰遠江守朝時之時、各寄付所領、即望補代官職)」との記述があり、越中の武士の大部分は戦わずして北条朝時に降り大勢が決したというのが実情であったようである。

### 承久の乱後
「宮崎文書本石黒系図」によると、先述したように息子の左衛門三郎俊綱が早世したため、左衛門入道は孫娘の婿に合田左衛門入道なる人物を迎え入れ「越中国石黒庄下郷」を相伝したとされる。この合田左衛門入道は、1227年(嘉禄3年)に北条朝時が白山宮の臨時祭祀に参与した際、祭事を奉行した「合田六郎｣当人かその一族と推定される。単に「六郎」としか呼ばれない点からして合田六郎は北条家の私的使用人に過ぎなかったようであるが、左衛門入道は北条方の人物を婿に迎え入れることで領所保全を図ったものとみられる。もっとも、左衛門入道の目論見は外れて合田家が石黒下郷の領有を続けることはできず、代わりに相模波多野氏の波多野時光がこの地方に入って「野尻郷」と名を改められた石黒下郷を領有するようになる。
一方、左衛門入道には「弥四郎頼綱」という弟がおり、「下郷名田(庶子分の地所か)」を左衛門入道より譲られたと「宮崎文書本石黒系図」に記される。しかし、弥四郎頼綱も承久の乱によって本拠を追われたようで、「津軽曽我系図」によれば高麗二郎左衛門尉景実の娘土用彌を娶っており、陸奥国津軽地方に移住していることが分かる。なお、合田氏は越中に留まることはできなかったものの奥州糠部郡にて成功しており、「宮崎文書本石黒系図」は津軽に移住した頼綱の家系が遡れば合田氏と姻戚関係があったことをアピールすることを目的に作成されたのではないかと考えられている。